# Korea Animal Rights Advocates
Der Tierschutzverein Korea Animal Rights Advocates (kurz KARA; kor. 동물권행동 카라, rev. Dongmulgwonhaengdong Kara) ist ein eingetragener Verein in Seoul (Südkorea). Der Verein setzt sich für das Wohlbefinden von Haustieren, Wildtieren, Versuchstieren und Zootieren ein. Die Präsidentin ist die südkoreanische Filmregisseurin Yim Soon-rye. Die Opernsängerin Sumi Jo gehört zum Ehrenvorstand und unterstützt den Verein.

## Geschichte
KARA geht auf die am 15. April 2002 gegründete Gruppe Areumpum (아름품) zurück. 2006 erfolgte eine Umbenennung zu KARA und die Eintragung als gemeinnützige Bürgerbewegung. 2010 ließ sich KARA als rechtsfähiger Verein beim Ministerium für Ernährung, Forstwirtschaft und Fischerei eintragen. Seit 2019 wird von KARA durch die Unterstützung von Spendengeldern in Paju das Tierheim The Bom errichtet, in dem 200 Tiere unterkommen sollen.

## Vereinsarbeit
Die Kampagnen des Vereins in Korea richten sich gegen Tierversuche, Tiershows in Zoos, Hundefleischkonsum und echte Pelzmäntel. KARA möchte eine Änderung des Tierschutzgesetzes erreichen. Zur Aufklärung über Tierschutz führt der Verein verschiedene kulturellen Aktivitäten wie Foto-Ausstellungen durch. Kastrationsaktionen sind wichtige Projekte des Vereins und sollen helfen die Zahl der Straßenkatzen zu kontrollieren.
Im Jahr 2014 hat KARA ein Bildungszentrum gegründet mit dem Ziel den Tierschutz in Südkorea durch mehrere Bildungsprogramme zu verbessern. Die Hauptgeschäftsstelle des Vereins befindet sich ebenfalls dort. Das Adoptionszentrum von KARA versorgt ausgesetzte Tiere und nimmt sie in Obhut, bis die Tiere vermittelt werden können.
Ehrenamtliche Vereinsmitglieder unterstützen private Tierheime ohne staatliche Unterstützung in Südkorea mit Lebensmitteln, Reparaturen oder medizinischer Versorgung.